# Могила (Шуменская область)
Могила (болг. Могила) — село в Болгарии. Находится в Шуменской области, входит в общину Каспичан. Население составляет 390 человек.

## Политическая ситуация
В местном кметстве Могила, в состав которого входит Могила, должность кмета (старосты) исполняет Иван Георгиев Иванов (Болгарская социалистическая партия (БСП)) по результатам выборов правления кметства.
Кмет (мэр) общины Каспичан — Валери Радославов Вылков (Болгарская социалистическая партия (БСП)) по результатам выборов в правление общины.